# Milkî, Prîlukî
Milkî (în ucraineană Мільки) este un sat în comuna Valkî din raionul Prîlukî, regiunea Cernihiv, Ucraina. În secolul al XIX-lea, satul făcea parte din volostul Perevolocina, uezdul Prîlukî.

## Demografie
Componența lingvistică a localității Milkî
     Ucraineană (98,55%)
     Rusă (1,45%)
Conform recensământului din 2001, majoritatea populației localității Milkî era vorbitoare de ucraineană (98,55%), existând în minoritate și vorbitori de rusă (1,45%).